# Jason Wing
Jason Wing (Somersham, 12 de octubre de 1965) es un deportista británico que compitió en bobsleigh.
Ganó una medalla de plata en el Campeonato Europeo de Bobsleigh de 1994, en la prueba cuádruple. Participó en los Juegos Olímpicos de Lillehammer 1994, ocupando el quinto lugar en la misma prueba.

## Palmarés internacional
| Campeonato Europeo | Campeonato Europeo  | Campeonato Europeo | Campeonato Europeo |
| Año                | Lugar               | Medalla            | Prueba             |
| ------------------ | ------------------- | ------------------ | ------------------ |
| 1994               | La Plagne (Francia) | Medalla de plata   | Cuádruple          |